# Breeven
Het Breeven is een natuurgebied ten noorden van de tot de Antwerpse gemeente Geel behorende plaats Ten Aard.
Van het gebied, dat tot 350 ha groot is en ook delen van de Kievitheide omvat, wordt bijna 250 ha beheerd door Natuurpunt.

## Geschiedenis
De naam Breeven betekent: Breed Ven. Dit ven werd in de 14e eeuw door het bisdom Kamerijk omgevormd tot visvijvers. De naam ging over op het omliggend gebied. Eigenlijk was er sprake van drie vennen. De twee kleinste werden omstreeks 1800 gedempt en omgezet in weiland. Het ven was toen eigendom van de Priorij Onze Lieve Vrouw Ten Troon te Grobbendonk. Eind 19e eeuw werd ook het laatste ven in weiland omgezet.
De eerste aankoop door Natuurpunt geschiedde begin 21e eeuw en bedroeg 20 ha en de aangekochte oppervlakte nam in de jaren erna toe tot 90 ha. In januari 2022 werd 142 hectare aangekocht van de adellijke familie Dierckx de Casterlé, voor 3,5 miljoen gefinancierd door Vlaanderen en 450.000 euro door Natuurpunt.

## Gebied
Het gehele gebied ligt nabij de Kleine Nete en was vroeger onderdeel van een groot heidegebied. Nu bestaat het uit naald- en loofbos, door dreven doorsneden vochtige weilanden, en moerasgebieden. Het hier en daar voorkomen van wilde gagel en struikheide verraadt nog de vroegere situatie. In de moerassige delen vindt men wilgen- en elzenbroekbos.
Tot de planten behoren: Cyperzegge, waterzuring, oeverzegge, dopheide, wilde gagel en veenpluis. Van de dieren kan de zeldzame boommarter, de wielewaal en zwarte specht worden genoemd.

## Toegankelijkheid
Het gebied is sinds januari 2022 beperkt toegankelijk. Ten oosten van dit gebied ligt het Provinciaal Domein Prinsenpark.